# پرواز ۴۷۲ ژاپن ایرلاینز
پرواز ۴۷۲ ژاپن ایرلاینز هواپیمایی بود که در ۲۸ سپتامبر ۱۹۷۷ پس از برخاستن از بمبئی هند توسط گروه ارتش سرخ ژاپن و افرادی که ادعا می‌کردند به شاخه تحقیقات و تحلیل مرتبط هستند ربوده شد و مجبور به فرود در فرودگاه بین‌المللی شاه‌جلال در داکا بنگلادش شد.

## واقعه
هواپیمای پرواز ۴۷۲ ژاپن ایرلاینز با ۱۵۶ مسافر و خدمه در مسیر پاریس به فرودگاه هانه‌دای ژاپن و با توقفی در بمبئی هند ربوده شد. اندکی پس از بلند شدن از بمبئی، پنج عضو ارتش سرخ ژاپن به همراه یک غیرژاپنی، همگی کاملاً مسلح به سلاح‌های خودکار و نارنجک به سردستگی اوسامو مارواُکا هواپیما را ربودند و مجبور به نشستن در فرودگاه بین‌المللی داکا، چسبیده به پایگاه نیروی هوایی بنگلادش کردند. در داکا هواپیماربایان مسافران و خدمهٔ پرواز را به گروگان گرفتند، ۱۱ افسر برج مراقبت نیروی هوایی بنگلادش را کشتند، و درخواست ۶ میلیون دلار آمریکا و آزادی ۱۱ عضو ارتش سرخ ژاپن کردند.
واقعه در زمان ریاست جمهوری ضیاء الرحمن در سال ۱۹۷۷ رخ داد و مستقیماً نیروی هوایی بنگلادش را که مراقبت پروازهای و حفاظت فرودگاه را بر عهده داشت درگیر کرد. nدر ۱ اکتبر نخست‌وزیر تاکئو فوکودا اعلام داشت که دولت ژاپن خواستهٔ هواپیماربایان را بر مبنای این اصل که «جان یک تک‌انسان ارزشی بیش از کل زمین دارد» اجابت می‌کند. پس از آن شش عضو زندانی ارتش سرخ ژاپن آزاد شدند.
یک پرواز چارتر ژاپن ایرلاینز پول و شش زندانی ارتش سرخ را به داکا برد و مبادله در ۲ اکتر صورت گرفت. هواپیماربایان ۱۸۸ مسافر و خدمه را آزاد کردند. در ۳ اکتبر به کویت و سپس به دمشق پرواز کردند و آنجا ۱۱ عضو دیگر را آزاد کردند. در آخر هواپیما به الجزایر رفت و باقی مسافران آزاد شدند و هواپیما توقیف شد.

## پس از واقعه
این واقعه آشکار کنندهٔ تفاوت رویکرد اروپا و آمریکا نسبت به تروریست‌ها -عدم مذاکره- با رویکرد ژاپن -باج دادن در صورت نیاز- بود. چندین عضو ارتش سرخ ژاپن که در هواپیماربایی مشارکت داشتند هنوز دستگیر نشده‌اند و از وضعیت فعلی‌شان خبری در دست نیست.